# Paul Capdeville
Pour les articles homonymes, voir Capdeville.
Paul Gerard Capdeville Castro, né le 2 avril 1983 à Santiago, est un joueur de tennis chilien, professionnel de 2002 à 2014.

## Palmarès

### Titre en double
| No | Date       | Nom et lieu du tournoi     | Catégorie   | Dotation  | Surface      | Partenaire      | Finalistes                            | Score            |          |
| -- | ---------- | -------------------------- | ----------- | --------- | ------------ | --------------- | ------------------------------------- | ---------------- | -------- |
| 1  | 29-01-2007 | Movistar Open Viña del Mar | Int' Series | 423 000 $ | Terre (ext.) | Óscar Hernández | Albert Montañés Rubén Ramírez Hidalgo | 4-6, 6-4, [10-6] | Parcours |

## Parcours dans les tournois duGrand Chelem

### En simple
| Année | Open d'Australie | Open d'Australie | Internationaux de France | Internationaux de France | Wimbledon       | Wimbledon | US Open         | US Open     |
| ----- | ---------------- | ---------------- | ------------------------ | ------------------------ | --------------- | --------- | --------------- | ----------- |
| 2005  | —                | —                | —                        | —                        | —               | —         | 2e tour (1/32)  | F. Verdasco |
| 2006  | —                | —                | 2e tour (1/32)           | M. Ančić                 | —               | —         | —               | —           |
| 2007  | 2e tour (1/32)   | S. Wawrinka      | 1er tour (1/64)          | F. Volandri              | —               | —         | 2e tour (1/32)  | R. Federer  |
| 2008  | 2e tour (1/32)   | P.-H. Mathieu    | 2e tour (1/32)           | R. Söderling             | —               | —         | 1er tour (1/64) | T. Alves    |
| 2009  | —                | —                | 1er tour (1/64)          | D. Junqueira             | 1er tour (1/64) | V. Spadea | 2e tour (1/32)  | A. Murray   |

N.B. : à droite du résultat se trouve le nom de l'ultime adversaire.

### En double
| Année | Open d'Australie | Open d'Australie | Internationaux de France   | Internationaux de France | Wimbledon | Wimbledon | US Open | US Open |
| ----- | ---------------- | ---------------- | -------------------------- | ------------------------ | --------- | --------- | ------- | ------- |
| 2008  | —                | —                | 1er tour (1/32) C. Berlocq | S. Darcis O. Rochus      | —         | —         | —       | —       |

N.B. : le nom du ou de la partenaire se trouve sous le résultat ; le nom des ultimes adversaires se trouve à droite.

## Parcours dans lesMasters 1000
| Année | Indian Wells            | Miami                  | Monte-Carlo | Rome | Hambourg puis Madrid | Canada | Cincinnati          | Madrid puis Shanghai | Paris |
| ----- | ----------------------- | ---------------------- | ----------- | ---- | -------------------- | ------ | ------------------- | -------------------- | ----- |
| 2006  | 1er tour D. Sanguinetti | 1er tour D. Toursounov | —           | —    | —                    | —      | —                   | —                    | —     |
| 2007  | 1er tour C. Moyà        | —                      | —           | —    | —                    | —      | —                   | —                    | —     |
| 2008  | 1er tour A. Seppi       | —                      | —           | —    | —                    | —      | 1er tour J. Acasuso | —                    | —     |
| 2009  | —                       | —                      | —           | —    | —                    | —      | —                   | —                    | —     |
| 2010  | —                       | —                      | —           | —    | —                    | —      | —                   | —                    | —     |
| 2011  | —                       | 1er tour F. Gil        | —           | —    | —                    | —      | —                   | —                    | —     |

N.B. : sous le résultat se trouve le nom de l’ultime adversaire.